# Bengt Järnblad
Bengt Einar Järnblad, född 20 november 1951 i Slottsstaden, Malmö, är en svensk skådespelare, författare och dramatiker.

## Biografi
Bengt Järnblad är utbildad vid Scenskolan i Stockholm 1972–1975 och har därefter varit verksam vid Skånska Teatern och Riksteatern. Han var åren 1980–1982 vid Göteborgs stadsteater och var sedan med och startade Folkteatern i Gävle 1983 tillsammans med några andra likasinnade avhoppare efter den s.k. manifeststriden i Göteborg. Efter tiden i Gävle kom han till Stockholms stadsteater 1986 där han varit engagerad sedan dess. Järnblad är en ganska lågmäld aktör med en bitvis lite torr humor som i regel inte väckt så mycket uppmärksamhet. Ett undantag var dock rollen som prästen Kaj i långserien Tre Kronor (1994–1997). Hans torrolighet slog också igenom som nöjeschef i den halvfiktiva tv-serien Nöjesredaktionen - i allmänhetens tjänst (1998).
Bengt Järnblad tävlade 1996 i På Spåret tillsammans med Ma Oftedal. Laget gick till final.

## Filmografi
- 1974 – Barbapapa (TV-serie) (röst)
- 1977 – Tabu
- 1991 – Storstad (TV-serie)
- 1992 – Kejsarn av Portugallien
- 1994–1997 – Tre Kronor (TV-serie)
- 1994 – Svanprinsessan (röst som Lunne)
- 1996 – On the Waterfront II
- 1997 – Svanprinsessan och slottets hemlighet (röst som Lunne)
- 1998 – Svanprinsessan och den förtrollade skatten (röst som Lunne)
- 1998 – Nöjesredaktionen - i allmänhetens tjänst (TV-serie)
- 1998 – Kirikou och den elaka häxan (röst som roboten på taket)
- 1998 – Ivar Kreuger (TV-serie)
- 1999 – Asterix och Obelix möter Caesar (röst som Prolix)
- 2000 – Skärgårdsdoktorn (TV-serie)
- 2001 – Agnes (TV-serie)
- 2001 – Minou kattflickan
- 2002 – Asterix & Obelix: Uppdrag Kleopatra (röst som Caius Beplus)
- 2002 – Skeppsholmen (TV-serie)
- 2005 – Kommissionen (TV-serie)
- 2006 – Kronprinsessan (TV-serie)
- 2007 – High School Musical 2 (röst som mr. Fulton)
- 2007 – Beck – I Guds namn
- 2007 – Ett gott parti (TV-serie)
- 2008 – Oskyldigt dömd (TV-serie)
- 2009 – Monsters vs Aliens (röst som professor Kackerlacka)
- 2009 – B.O.B.s stora chans (röst som professor Kackerlacka)
- 2009 – Arthur och Maltazard
- 2010 – Toy Story 3 (röst som Teddy)
- 2010 – Pura vida
- 2012 – Lorax (röst som Lorax)
- 2012 – Teenage Mutant Ninja Turtles (TV-serie) (röst som Hamato Yoshi / Splinter)
- 2012 – Drakryttarna (TV-serie) (röst som Milde)
- 2013 – Röjar-Ralf (röst som herr Litwak)
- 2013 – Smurfarna 2 (röst som Victor Doyle)
- 2013 – Kung Liljekonvalje av dungen
- 2013 – Café Bärs (TV-serie)
- 2014 – Tjockare än vatten (TV-serie)
- 2016 – Finaste familjen (TV-serie)
- 2016 – Husdjurens hemliga liv (röst som Pops)
- 2016 – Milo - månvaktaren (röst som Leeyoon)
- 2016 – Trolls (röst som kung Brosk Sr.)
- 2019 – Röjar-Ralf kraschar internet (röst som herr Litwak)
- 2019 – Husdjurens hemliga liv 2 (röst som Pops)
- 2021 – Lassie kommer hem (röst som greve von Sprengel)

## Teater

### Roller (ej komplett)
| År   | Roll                                     | Produktion                                                                | Regi                 | Teater                 |
| ---- | ---------------------------------------- | ------------------------------------------------------------------------- | -------------------- | ---------------------- |
| 1978 |                                          | Lika för lika (Measure for Measure) William Shakespeare                   | Claes Lundberg       | Riksteatern            |
| 1979 | Tartuffe                                 | Tartuffe (Tartuffe, ou l'Imposteur) Molière                               | Pierre Fränckel      | Örebroensemblen        |
| 1980 |                                          | I vackra drömmars land Lars Björkman                                      | Pierre Fränckel      | Riksteatern            |
| 1987 | Jan Carlzon                              | Furstespegel Per Olov Enquist och Anders Ehnmark                          | Sven Wollter         | Stockholms stadsteater |
| 1991 | Johan                                    | Minns du den stad Per Anders Fogelström                                   | Johan Bergenstråhle  | Stockholms stadsteater |
| 1991 | Allan                                    | Järnbörd Magnus Dahlström                                                 | Måns Edwall          | Stockholms stadsteater |
| 1995 |                                          | Det är väl ingenting att bråka om! Iwa Boman                              |                      | Stockholms stadsteater |
| 1995 |                                          | Sound of Music Richard Rodgers och Oscar Hammerstein II                   | Trond Lie            | Göta Lejon             |
| 1998 |                                          | Pengarna eller livet (Funny Money) Ray Cooney                             | Lars Amble           | Maximteatern           |
| 1999 | Managern                                 | Piaf Pam Gems                                                             | Benny Fredriksson    | Stockholms stadsteater |
| 2000 | Doktor Caius                             | Muntra fruarna i Windsor (The Merry Wives of Windsor) William Shakespeare | Ronny Danielsson     | Stockholms stadsteater |
| 2001 | Versjinin                                | Systrarna Per Olov Enquist                                                | Benny Fredriksson    | Stockholms stadsteater |
| 2002 | Ammos Fjodrovitz Ljapkin-Tiapkin, domare | Revisorn (Ревизор, Revizor) Nikolaj Gogol                                 | Wilhelm Carlsson     | Chinateatern           |
| 2003 | Man                                      | Allt eller inget (The Full Monty) Terrence Mcnally och David Yazbek       | Marianne Mörck       | Stockholms stadsteater |
| 2003 | Totskij General Denisov                  | Idioten (Идиот, Idiot) Fjodor Dostojevskij                                | Alexander Mørk-Eidem | Stockholms stadsteater |
| 2005 | Walter, tjuv                             | Tolvskillingsoperan (Die Dreigroschenoper) Bertolt Brecht och Kurt Weill  | Lars Rudolfsson      | Stockholms stadsteater |
| 2007 | Akela                                    | Djungelboken (The Jungle Book) Rudyard Kipling                            | Alexander Mørk-Eidem | Stockholms stadsteater |
| 2008 | Måns Sommar Adelsman Borgare             | Mäster Olof August Strindberg                                             | Lennart Hjulström    | Stockholms stadsteater |
| 2010 | Pirro Battista                           | Emilia Galotti Gotthold Ephraim Lessing                                   | Tobias Theorell      | Stockholms stadsteater |
| 2011 | De vuxna m.fl.                           | Hair Gerome Ragni, James Rado och Galt MacDermot                          | Ronny Danielsson     | Stockholms stadsteater |

### Roller – övrigt
| År   | Produktion              | Upphovsmän                              | Teater                 |
| ---- | ----------------------- | --------------------------------------- | ---------------------- |
| 2001 | Björnen Медведь, Medved | Anton Tjechov Översättning Lars Kleberg | Stockholms stadsteater |